# Mercedes 35PS
La Mercedes 35PS (o Mercedes 35HP) è stata un'autovettura di fascia alta prodotta nel 1901 dalla Casa automobilistica tedesca Daimler utilizzando il neonato marchio Mercedes.

## Storia e profilo
La Mercedes 35PS è stata la prima autovettura a fregiarsi del marchio Mercedes, che all'epoca non era ancora legato al marchio Benz come sarebbe avvenuto in seguito.

### Origini
Le origini della Mercedes 35PS vanno fatte risalire a qualche anno prima, quando un certo Emil Jellinek, console austro-ungarico a Nizza nonché facoltoso e talentuoso uomo d'affari ed ancora appassionato di autovetture e di gare automobilistiche, cominciò a commissionare alcune autovetture presso la Daimler. L'uomo, da tempo cliente presso la Casa di Bad-Cannstatt, era molto esigente, poiché vantava anche una profonda competenza tecnica relativa alle autovetture dell'epoca, sia stradali che da gara. Durante le gare a cui partecipava, Jellinek utilizzava il nome di sua figlia, Mercédès Jellinek come pseudonimo. Il 2 aprile 1900, Jellinek avviò una trattativa con la Daimler per divenirne concessionario in Francia, in Belgio e negli Stati Uniti: come clausola a tale contratto, Jellinek impose alla Daimler di costruire un nuovo motore da impiegare per una nuova vettura da gara: tale vettura doveva avere un telaio più lungo, largo e basso, al contrario di quanto avvenne con le precedenti Daimler Phoenix, troppo alte come baricentro e che furono la causa della morte di Wilhelm Bauer in gara, avvenuta poco tempo prima. Inoltre, la vettura doveva essere più leggera, più potente e più prestante. Il motore, e così anche la vettura definitiva, doveva portare il nome di Daimler-Mercedes, sempre in onore della figlia preferita di Jellinek.
Secondo Jellinek, l'unico in grado di dare forma a queste specifiche era Wilhelm Maybach, fido collaboratore di Gottlieb Daimler, spentosi proprio in quell'inizio di 1900. Per enfatizzare la sua richiesta, Jellinek ordinò non una ma ben 36 autovetture con tali specifiche, fissando come termine ultimo il 15 ottobre 1900.

### Lo sviluppo
Persino un genio della meccanica come Wilhelm Maybach si trovò in difficoltà di fronte a simili richieste da soddisfare in così poco tempo. Ma Maybach non era tipo da arrendersi ed inoltre aveva già alcune idee di massima in mente, così cominciarono i lavori.

#### Motore
Il primo aspetto a cui Maybach si dedicò fu il motore, il cui basamento venne realizzato in lega di alluminio per ottimizzare la massa del propulsore. Si trattò in pratica di uno dei primissimi casi nella storia di basamento in lega leggera. All'interno di esso, i supporti di banco vennero a loro volta realizzati in una particolare lega di alluminio contenente una piccola percentuale di magnesio. Il monoblocco in ghisa era a 4 cilindri in linea e nasceva dall'accoppiamento di due unità bicilindriche, disposte in maniera longitudinale. Le testate dei due bicilindrici erano integrate nel monoblocco e non erano quindi amovibili.
In questo motore, la distribuzione avveniva mediante due assi a camme laterali che azionavano le valvole di aspirazione e di scarico. Gli assi a camme, uno per ogni lato del propulsore, erano a loro volta azionati tramite ingranaggi cilindrici messi in movimento dal volano. In precedenza erano le sole valvole di scarico ad essere azionate da ingranaggi, mentre quelle di aspirazione sfruttavano la pressione dell'aria all'interno dei cilindri.
Una novità del nuovo propulsore stava nel tipo di alimentazione, che faceva uso di due carburatori, uno per coppia di cilindri. Tali carburatori, del tipo a getto, erano regolabili dal posto guida.
Un altro notevole aspetto di tale motore, che testimoniava ancora una volta il grande genio di Maybach, stava nel sistema di raffreddamento, che utilizzava un radiatore a nido d'ape, una vera e propria innovazione, visto che fino a quel momento si utilizzavano prevalentemente radiatori a serpentina. La superficie del nuovo radiatore era suddivisa in ben 8070 cellette in modo da aumentare la superficie complessiva esposta all'aria durante il movimento della vettura. Inoltre, una ventola sistemata dietro al radiatore ed una pompa dell'acqua azionata anch'essa dall'asse a camme, completavano il quadro.

#### Trasmissione
La trasmissione era a catena, ed utilizzava un cambio a 4 marce, la cui leva era montata su una vera e propria griglia di selezione che ricorda quella utilizzata su auto molto più moderne. La frizione era a nastro, ed era autoregistrabile.

#### Telaio
Il telaio era in lamiera di acciaio con sezione ad U. Tale tipo di sezione permetteva di contenere ulteriormente il peso complessivo della vettura. Come richiesto da Jellinek, l'interasse venne notevolmente allungato. Sul telaio venne imbullonato il motore, stavolta sistemato in posizione molto più ribassata per abbassare anche il baricentro della vettura. Anche le carreggiate erano più larghe, sempre per aumentare la stabilità della vettura. L'impianto frenante era del tipo a tamburo, azionato mediante una leva ed agiva solo sul retrotreno, ma era straordinariamente efficiente per l'epoca. In aggiunta era presente un freno ausiliario a pedale, che agiva sull'albero di trasmissione. Le sospensioni erano ad assale rigido con molle a balestra semiellittica. Anche il sistema sterzante presentava delle novità: esso era infatti studiato in modo da trasmettere il meno possibile le vibrazioni dovute alle asperità del fondo stradale, ed il piantone dello sterzo era inclinato e non più verticale, come invece era avvenuto fino a quel momento nelle autovetture precedenti.

### La vettura finita
Il primo esemplare della 35PS venne consegnato a Jellinek il 22 dicembre del 1900: esattamente un mese prima era avvenuto il primo test. Le prime 35PS erano sostanzialmente auto da competizione, ma di lì a pochissimo sarebbe cominciata anche una produzione in piccola serie di Mercedes 35PS stradali. La 35PS, sia nell'una che nell'altra configurazione, dettò fin dalla sua prima apparizione nuovi standard in tema di progettazione automobilistica, grazie al suo baricentro basso, alla sua stabilità ed all'efficienza degli organi meccanici.

La 35PS era equipaggiata da un 4 cilindri in linea: tale motore aveva una cilindrata di 5918 cm³ (116x140 mm) ed erogava una potenza massima di 35 CV a 950 giri/min. La velocità massima della 35PS stradale era di circa 75 km/h.
La 35PS di fatto non andava a sostituire nessun modello marchiato Daimler: le sue caratteristiche e la sua raffinatezza tecnica, davvero elevate per l'epoca, la ponevano in una fascia di mercato decisamente più alta rispetto alle Daimler Phoenix-Wagen, ultime Daimler stradali prima dell'avvento del marchio Mercedes.
La 35PS venne tolta di produzione alla fine del 1901 per essere sostituita dalla Simplex.

### La vettura da competizione

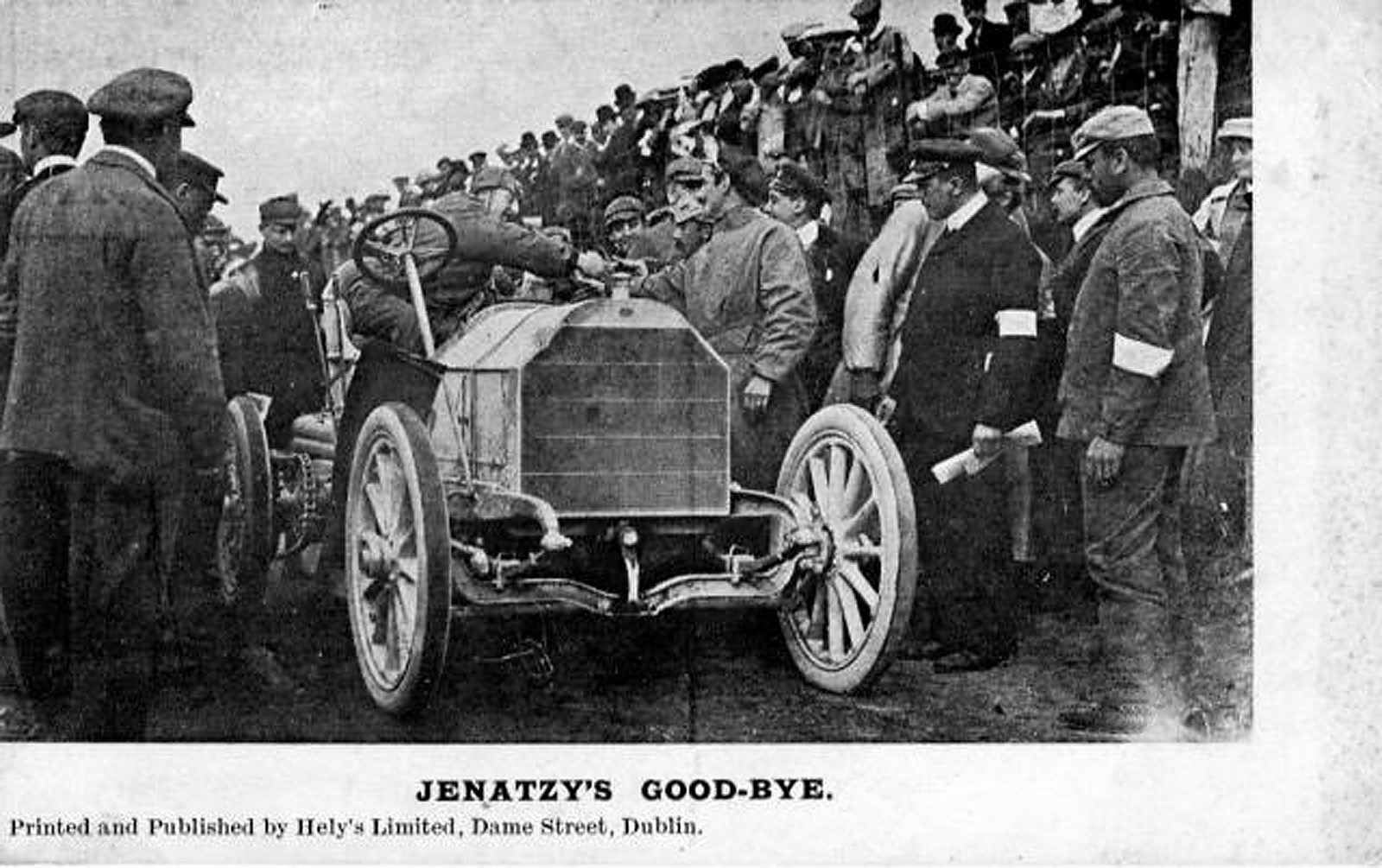
La Rennwagen 65PS pilotata con successo da Camille Jenatzy

Se la 35PS stradale ha avuto un breve periodo di produzione in serie, la versione da competizione, nota anche come Rennwagen, ha conosciuto diverse evoluzioni che si sono protratte anche negli anni successivi. L'importanza della Rennwagen 35PS stava prima di tutto nel fatto che da essa sarebbero derivate tutte le altre autovetture Mercedes da competizione, oltre che la versione stradale stessa. Di seguito viene mostrata una carrellata delle evoluzioni sviluppatesi sulla base della 35PS da gara.

#### La Rennwagen 35PS
Il primo modello fu pilotato da Wilhelm Werner, collaudatore e pilota ufficiale della Casa tedesca dopo la scomparsa di Bauer, in occasione della Settimana di Nizza. L'esordio non fu dei più felici a causa di alcune noie alla trasmissione, ma nelle gare successive vinse quasi sempre, sia in gare in salita, sia in gare sul chilometro lanciato.

#### LaRennwagen 40PS
Il secondo modello di Rennwagen, denominato Rennwagen 40PS, giunse nel 1902, quando la Mercedes 35PS era già stata tolta di produzione a favore della Simplex. Di quest'ultima la Rennwagen 40PS montava il motore da 6560 cm³ (118x150 mm), della potenza di 40 CV a 1000 giri/min, in grado di spingere la vettura a ben 112 km/h di velocità massima, un record per l'epoca.
Quattro di queste vetture vennero schierate sulla linea di partenza della Parigi-Vienna tenutasi nel giugno 1902. La vettura pilotata dal conte Eliot Zborowski giunse seconda.

#### LaRennwagen 65PS
La terza Rennwagen era la Rennwagen 65PS, impiegata con successo nel 1903 da Camille Jenatzy, classificatosi al primo posto al termine del Trofeo Gordon Bennett, che nel 1903 si teneva in Irlanda. Tale vettura montava un 4 cilindri da ben 9293 cm³, con rapporto di compressione pari a 4,5:1 e distribuzione bialbero con valvole di aspirazione in testa e valvole di scarico laterali. L'alimentazione era affidata ad un carburatore verticale e la potenza massima era di 65 CV a 1100 giri/min. La Rennwagen 65PS raggiungeva una velocità massima di 118 km/h.

#### LaRennwagen 90PS
È esistita una quarta Rennwagen, denominata Rennwagen 90PS, anch'essa del 1903, la quale avrebbe dovuto essere utilizzata al posto della 65PS, ma non fu possibile a causa di un incendio sviluppatosi nello stabilimento, incendio che distrusse tutte le Rennwagen 90PS ivi custodite. La Rennwagen 90PS montava un enorme quadricilindrico da ben 12700 cc. La potenza massima era appunto di 90CV a 1200 giri/min, mentre la velocità massima era di ben 165 km/h, che all'epoca era un dato notevolissimo. Nonostante le brutte disavventure causate dall'incendio, tale vettura riuscì però ad esordire nel 1904 con alcune modifiche ed aggiornamenti e con il nome di Mercedes Gordon-Bennett.